# Duraczów (powiat konecki)
Duraczów – wieś w Polsce położona w województwie świętokrzyskim, w powiecie koneckim, w gminie Stąporków.
Do 1954 roku istniała gmina Duraczów. W latach 1975–1998 miejscowość należała administracyjnie do województwa kieleckiego.
Przez wieś przechodzi  zielony szlak rowerowy z Sielpii Wielkiej do Błotnicy.
Wierni kościoła rzymskokatolickiego należą do parafii Nawiedzenia Najświętszej Maryi Panny w Czarnej.

## Historia
Duraczów w XIX wieku – wieś w powiecie koneckim, gminie Duraczów, parafii Końskie.

Według spisu w r. 1827 było 13 domów i 100 mieszkańców.

W roku 1882 liczył Duraczów 19 domów., 147 mieszkańców, 199 mórg ziemi włościańskiej
W wieku XIX istniała także Gmina Duraczów z urzędem we wsi Pomyków, ludność 6,422, rozległość 26040 mórg, w tern ziemi dworskiej 19861.
W gminie był sąd gminny okręgu I-go, stacja pocztowa w mieście Końskie. 

Zakłady przemysłowe na terenie gminy : 5 fabryk żelaznych, browar 1 i 2 tartaki.
W skład gminy wchodzą wówczas: Błotnica, Czarna, Czerwony most, Duraczów, Gozan, Grzybów, Górny- młyn, Hucisko, Izabelów, Janów, Kościeliska, Kozia-Wola, Luta, Mokra, Nieświński-młynek, Piasek, Piła, Pomyków, Rogów, Smarków, Stąporków, Stary-młyn, Szabielnia, Wąsocz i Włochów.